# Magic Bus
«Magic Bus» es una canción escrita por Pete Townshend paralelamente a «My Generation» en 1965, pero no grabada por  The Who hasta 1968. Es una de las canciones más populares de la banda y ha sido un elemento básico en los conciertos. El disco alcanzó el puesto #26 en el Reino Unido y #25 en los Estados Unidos.
El arreglo de la canción utiliza un instrumento de percusión latina llamado claves. Son un par de pequeños palos de madera que hacen un distintivo tono alto al ser golpeados. El grupo previamente utilizó el mismo instrumento en la canción «Disguises», grabada en 1966.
La canción hace uso del Bo Diddley beat.

## Historia
La canción no fue grabada por The Who en el momento en que fue escrita, pero el mánager de la banda y los editores musicales distribuyeron un demo de la canción grabado por Townshend en 1966. Una versión de la canción fue lanzada como sencillo en el Reino Unido en abril de 1967 por una desconocida banda llamada The Pudding, en el Reino Unido por Decca y en los EE. UU. en London's Press label. Aquel sencillo no tuvo éxito.
La canción se interpreta generalmente con un dueto, donde un «pasajero», el cantante Roger Daltrey cuando es en vivo, se sube al autobús todos los días para ver a su chica. Este, le pide al «conductor», por lo general Townshend, si puede comprar su autobús. Este inicialmente obtiene una respuesta negativa por parte del conductor, pero finalmente, le permite tener el vehículo. El pasajero promete conducirlo a la casa de su novia todos los días.

## Interpretaciones en vivo
Fue tocada por primera vez en 1968 y fue parte del set list de los conciertos entre 1971 a 1976 (incluso fue interpretada en algunas actuaciones en 1969 y 1970). Hizo apariciones menos frecuente a partir de 1979. Su interpretación más reciente fue en el Indigo2 el 17 de diciembre de 2008. Las versiones en vivo, son muchas más extensas que la versión en estudio.
Una de las interpretaciones más legendarias puede ser escuchada en Live at Leeds. Esta versión se extiende a casi ocho minutos, con Roger Daltrey uniéndose a la parte instrumental con la armónica. La grabación en Leeds se utilizó en la secuencia de montaje musical en el acto final de la película de Martin Scorsese Goodfellas, así como en la secuencia de apertura en Jerry Maguire de Cameron Crowe. John Entwistle expresó que odiaba tocar la canción, ya que la mayoría de la parte del bajo consistía en sólo una nota ad nauseam. Esta declaración puede ser encontrada en el DVD de Thirty Years of Maximum R&B.
La canción aparece en la película Year One y está disponible en el juego Rock Band 2.